# 엘스케 맥케인
엘스케 맥케인(Elske McCain, 1976년 9월 4일 ~ )은 미국의 각본가, 배우, 영화 감독, 영화배우, 영화 프로듀서이다.
유마에서 태어났다.

## 영화
- 김미 스켈터 (2007년)
- 폴트리가이스트 (2006년)
- 겟어웨이 - 끝없는도주 (1994년)